# Antirodi
Antirodi (dal greco Aντίρρoδος, Antirrhodos) è un'isola sommersa nel golfo del porto di Alessandria d'Egitto. Vi si trovava un palazzo reale, alcuni dicono il palazzo di Cleopatra. Venne sommersa da una serie di disastri naturali intorno al 300 d.C.
Strabone, nel suo Geografia (C794, libro XVII, capitolo 9) descrive che, entrando nel porto, si poteva osservare l'isola di Faro a destra (Ovest) e un gruppo di palazzi a sinistra (Est), a partire da capo Lochias. Da questo lato, Antirodi, con palazzo, giardini e piccolo porto, il cui nome, dice Strabone, appare un ambizioso richiamo alla ben più grande isola di Rodi. Durante recenti scavi guidati dall'archeologo subacqueo francese Franck Goddio il palazzo fu invece individuato più verso occidente; nel sito furono rinvenute anche notevoli opere d'arte come la Statua di sacerdote con canopo osiriaco e due sfingi tolemaiche.